# Inno ad Ermete
L'Inno ad Ermete fa parte della raccolta degli Inni omerici.
L'inno narra le avventure di Ermete durante i primi tre giorni della sua vita. L'inno è composto di 580 versi e condivide con l'Iliade e l'Odissea sia il dialetto che la metrica poetica, ovvero l'esametro dattilico.

## Contenuto

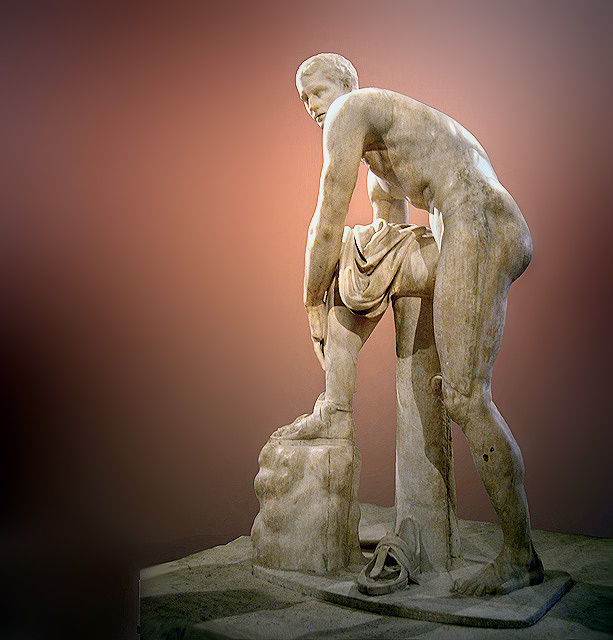
Ermes, copia romana di un'opera bronzea di Lisippo (museo del Louvre)

Ermete è il dio dei commerci, dei viaggi, dei confini, dei ladri, dell'eloquenza e delle discipline atletiche. Figlio di Zeus e Maia, nacque prematuramente sul monte Cillene. A differenza dei normali neonati, non rimase nella sua culla, ma si dimostrò precoce e la soglia varcò dell’ombrosa spelonca.

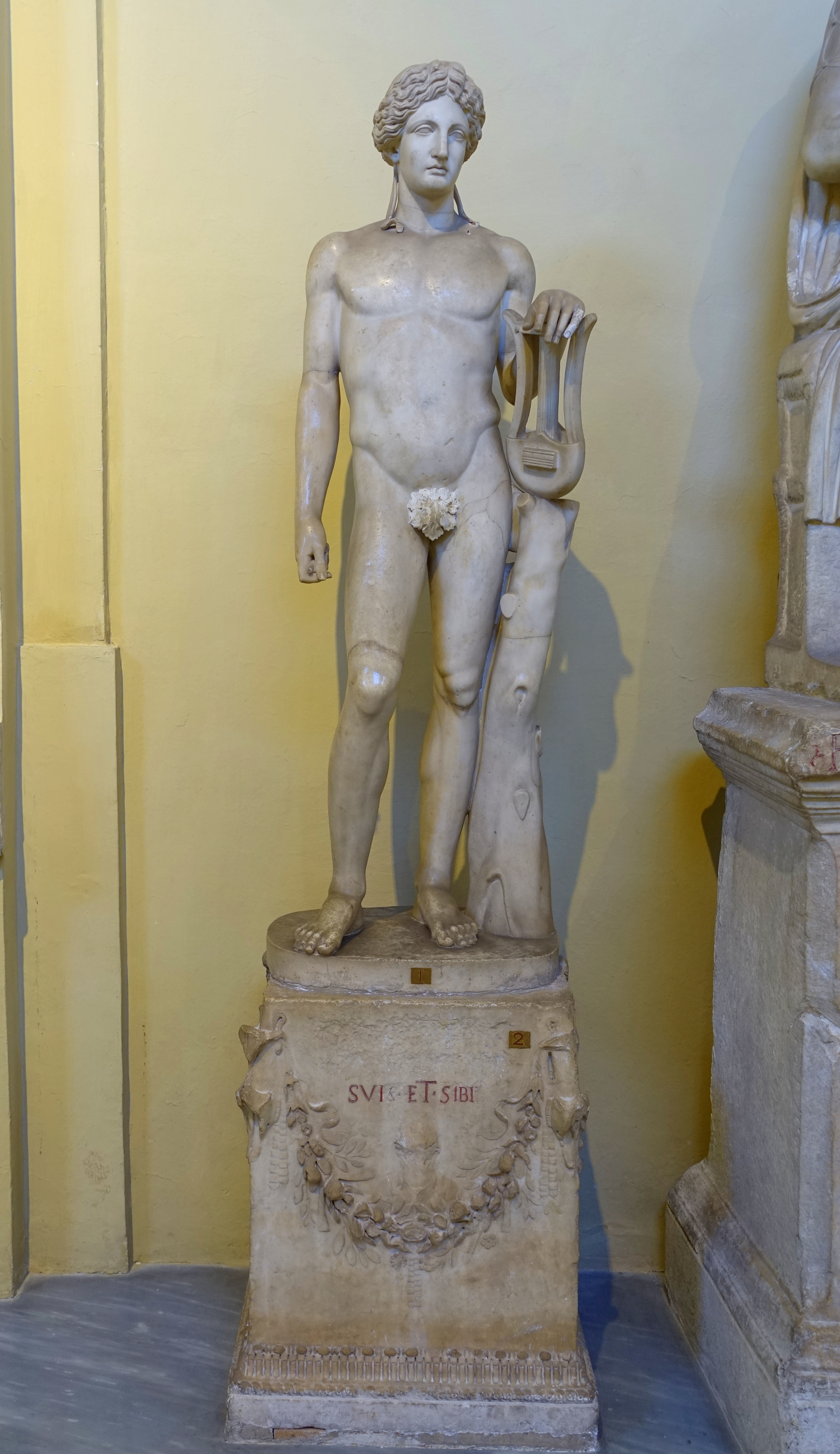
Apollo con la lira, ai Musei Vaticani

### L'invenzione della lira
Una volta fuoriuscito dalla grotta, si imbatté in una tartaruga da cui ricavò gran sollazzo e che considerò come un segno d'augurio. In seguito, sgusciò dell’alpestre tartuca il midollo vitale e con le canne d’un giunco, la pelle d’un bove e la minugia di pecora costruì una lira, che utilizzò immediatamente per improvvisare un inno a se stesso, in cui cantò la storia d'amore dei suoi genitori.

### Il furto di bestiame
Successivamente, lasciò la lira nella grotta e corse verso Pieria, luogo dove pascolava il bestiame del fratello maggiore, Apollo. Ermete rubò cinquanta vacche, che spinse all'indietro attraverso la Beozia, fino ad una grotta a Pylos dove le nascose, per poi far ritorno a Cillene. Lì, la madre Maia lo redarguì per essere tornato a tarda notte, ma Ermete reagì affermando di non essere un bambino e che si prenderà cura di se stesso e di sua madre.
Il giorno seguente, Apollo si rese conto che le sue mucche erano scomparse e iniziò a cercare il suo bestiame. Incontrò un Vecchio, che aveva avvistato Ermete il giorno prima, e gli chiese informazioni. Si precipitò immediatamente a Pilo, ma non riuscì a scoprire la posizione esatta del suo bestiame a causa delle tracce confuse. Allora Apollo raggiunse la grotta di Maia e minacciò con violenza Ermete di rivelargli la posizione del suo bestiame, ma negò qualsiasi coinvolgimento, affermando che un neonato non è in grado di rubare il bestiame. L'alterco tra gli dèi continuò finché i due fratelli portarono la questione al padre, Zeus.

### L'incontro al cospetto di Zeus
Ciascuno fornì il proprio resoconto degli eventi, ma anche in questa occasione Ermete negò abilmente il suo coinvolgimento, sfruttando la sua acuta intelligenza per evitare lo spergiuro. Riconoscendo i trucchi, Zeus scoppiò a ridere e gli ordinò di rivelare il nascondiglio del bestiame. I fratelli sfrecciarono verso Pilo, ed Ermete condusse il bestiame fuori dalla caverna restituendolo a Febo, che infuriato tentò di legare Ermete, il quale, una volta svincolatosi, gli cantò una teogonia utilizzando la lira. Apollo rimase incantato dalle capacità musicali e canore del fratello minore e volle saperne di più sulla sua arte. 
Ermete gli spiegò come utilizzare lo strumento e in seguito lo cedette in cambio degli animali rubati, e così la lira divenne il simbolo del saettante Apollo, così rappresentato ai Musei Vaticani.
I due fratelli divini partirono quindi per l'Olimpo, dove ad Ermete vennero tributati gli onori spettanti e divenne il messaggero degli dei.

## Analisi
Il racconto è incentrato sui primi giorni di vita di Ermete e lo si può suddividere in tre sezioni:  la fabbricazione della lira, il furto di bestiame e il confronto verbale con Apollo al cospetto di Zeus.

### La precocità del neonato
Il poeta nell'Inno intende far emergere l'unicità del neonato, che proprio per la sua precocità si contraddistingue come un essere sovrannaturale, dotato di abilità uniche. Queste capacità emergono nell'inventiva che dimostra costruendo la lira partendo da una semplice tartaruga, che divenne poi il suo simbolo, e nella meticolosità e risolutezza con cui effettua il furto della vacche, cosa che lo qualificò per la sua prerogativa di protettore dei ladri. Nell'opera le sue doti hanno una rilevanza di primo piano perché consentono ad Ermete di raggiungere lo status di divinità, permettendogli di ascendere all'Olimpo e di vedersi assegnate le sue timai e tutti i privilegi tipici di un dio.
Con risolutezza e lungimiranza Ermete espone alla madre le ambizioni e gli obbiettivi che intende perseguire attraverso le sue azioni, quindi si deduce che il motivo che lo spinge a rubare le vacche del fratello è un astuto piano perpetrato per procurare a se stesso e alla madre gli onori di cui godono le altre divinità olimpiche, ovvero i sacrifici, le preghiere, e le timai che Apollo già possiede.

### Rapporto con la fanciullezza
Il giovane dio prende le distanze dalla madre, dalla culla e dalla caverna materna per rimarcare il suo distacco dall'infanzia e dalla fanciullezza, condizione in cui Ermete mai si è riconosciuto, eppure con eloquenza invoca a sua difesa la sua tenera età quando si trova in circostanze spiacevoli e sfavorevoli.
Nell'inno si rimarca più volte questo aspetto attraverso continue menzioni sull'infanzia del dio. Tuttavia, la cosa è diversa in altre opere che narrano la medesima vicenda, in cui non si fa menzione alla sua età.

## Località geografiche menzionate nell'Inno
- Monte Cillene, luogo di nascita di Ermes;
- Cillene
- Pylos
- Pieria
- Beozia
- Olimpo